# Кругловский сельсовет (Лотошинский район)
Кругловский сельсовет — упразднённая административно-территориальная единица, существовавшая на территории Московской области в 1954—1979 годах.
Кругловский сельсовет был образован в составе Лотошинского района 14 июня 1954 года путём объединения Звановского и Егорьевского с/с.
5 ноября 1959 года из Узоровского с/с в Кругловский были переданы селения Бренево, Плаксино и Чекчино.
1 февраля 1963 года Лотошинский район был упразднён и Кругловский с/с вошёл в Волоколамский укрупнённый сельский район.
11 января 1965 года Лотошинский район был восстановлен и Кругловский с/с вновь вошёл в его состав.
21 января 1975 года из Ушаковского с/с в Кругловский было передано селение Березняки. Одновременно в Кругловском с/с было упразднено селение Боровки.
22 августа 1979 года Кругловский с/с был упразднён, а его территория в полном составе передана в Нововасильевский с/с.